# 约翰·伍德
约翰·伍德（英語：John Wood，1950年6月7日—2013年1月23日），加拿大男子皮划艇运动员。他曾代表加拿大参加1968年、1972年和1976年夏季奥林匹克运动会皮划艇比赛，其中1976年奥运会获得一枚银牌。